# Haber (Familienname)
Haber ist ein deutscher Familienname.

## Namensträger
- Alessandro Haber (* 1947), italienischer Schauspieler
- André Haber (* 1986), deutscher Handballtrainer
- Carl Haber (Bergbauingenieur) (1833–1914), deutscher Bergbauingenieur
- Carl Haber (Kaufmann) (1842–1895), deutscher Genossenschafter und Kaufmann
- Carl Haber (Filmemacher) (* 1956), US-amerikanischer Drehbuchautor, Regisseur und Produzent
- Clara Haber (1870–1915), deutsche Chemikerin, siehe Clara Immerwahr
- Eduard Haber (1866–1947), deutscher Diplomat
- Egon von Haber (1875–1939), preußischer Landrat
- Eli von Haber (1807–1881), deutscher Arzt und Parlamentarier
- Emily Haber (* 1956), deutsche Diplomatin
- Fritz Haber (1868–1934), deutscher Chemiker und Nobelpreisträger für Chemie
- Fritz Haber (Raumfahrtingenieur) (1912–1998), deutscher Luft- und Raumfahrtpionier
- Gary Haber (1946–2014), US-amerikanischer Musikmanager
- Georg Haber (1938–2019), österreichischer Nachrichtentechniker, Direktor des Jüdischen Museums in Wien
- Gottfried Haber (* 1972), österreichischer Ökonom und Vizedekan
- Hansjörg Haber (* 1953), deutscher Diplomat
- Heinz Haber (1913–1990), deutscher Physiker, Astronom, Fernsehjournalist
- Helga de la Motte-Haber (* 1938), deutsche Musikwissenschaftlerin
- Hermann Haber (1885–1942), deutscher Karikaturist
- Howard Haber (* 1952), US-amerikanischer Physiker
- Jerzy Haber (1930–2010), polnischer Chemiker
- Justin Haber (* 1981), maltesischer Fußballspieler
- Karen Haber (* 1955), US-amerikanische Schriftstellerin, Herausgeberin und Kunstkritikerin
- Karl Haber (Sportler), österreichischer Schwimmsportler und Sportfunktionär, siehe SC Hakoah Wien
- Louis Haber von Linsberg (1804–1892), deutsch-österreichischer Großbankier, Finanzmann und Industrieller
- Ludwig Haber (1843–1874), deutscher Kaufmann und Konsul der japanischen Region Hakodate
- Ludwig F. Haber (Lutz F. Haber; 1921–2004), deutsch-britischer Volkswirt und Wirtschaftshistoriker
- Marco Haber (* 1971), deutscher Fußballspieler
- Marcus Haber (* 1989), kanadisch-österreichischer Fußballspieler
- Matthias Haber (* 1976), deutscher Architekt und Hochschullehrer
- Max Haber Neumann (1942–2024), paraguayischer Elektroingenieur und Diplomat
- Peter Haber (Schauspieler) (* 1952), schwedischer Schauspieler
- Peter Haber (Historiker) (1964–2013), Schweizer Historiker
- Peter Haber (Leichtathlet) (* 1967), deutscher Leichtathlet
- Ralf Haber (* 1962), deutscher Leichtathlet
- Ruth Haber (1924–2020), deutsche Journalistin
- Salomon von Haber (1764–1839), badischer und preußischer Hofagent, Hofbankier
- Samu Haber (* 1976), finnischer Songwriter und Gitarrist
- Samuel Arthur von Haber (1812–1892), deutscher Bankier
- Shamaï Haber (1922–1995), französisch-israelischer Bildhauer
- Siegmund Haber (1835–1895), deutscher Humorist und Schriftsteller
- Stephen Haber (* 1957), US-amerikanischer Historiker und Politologe
- Wolfgang Haber (* 1925), deutscher Biologe